# Zálesie (okres Senec)
Zálesie (historicky Gessayov, později Gešajov, maďarsky na Slovensku Gessayfalva, v Maďarsku Tőkésisziget) je obec na Slovensku v okrese Senec. Žije v ní přibližně 2 200 obyvatel.

## Historie
Katastr dnešního Zálesie patřil do majetků malinovského panství hrabat ze Svatého Jura a Pezinku. Pak je vlastnili Méreyové, později Illesházyové a další.
V roce 1810 koupili malinovské panství Apponyové (Albert byl nechvalně známý svými školskými zákony z roku 1905). Jako majetek nepřátel státu byl jejich velkostatek v roce 1920 prodán a nový majitel Ignác Gessay, americký Slovák (díky podpoře Slovenské banky), majetek rozparceloval a prodal. 604 ha prodal výhodně kolonizátorům ze severního Slovenska, kteří tvořili základ nové obce Gešajov. Obec nejprve patřila pod Malinovo, po okupaci jižního Slovenska Maďarskem (Malinovo připadlo Maďarsku), patřila pod Ivanku, ale již v roce 1940 se Gešajov osamostatnil. V roce 1960 byla obec přejmenována na Zálesie. V roce 1976 byla přičleněna k Ivance pri Dunaji, nastal její úpadek, dostala se na seznam zánikových obcí.
Od roku 1990 je Zálesie opět samostatné a od té doby byla zrekonstruována infrastruktura obce.

## Přírodní poměry
Obec Zálesie leží na rozsáhlém ostrově, který je tvořen toky Blatiny, Malého Dunaje a Bielé vody. Podél západního okraje vsi protéká Šúrský kanál.

## Doprava
Obec Zálesie má pět autobusových zastávek: Sihoť (na znamení; zastávka přejmenována z názvu Zálesie, Sihoť od 15. prosince 2013, je však v katastrálním území obce Zálesie); Zálesie, MŠ; Zálesie, Jednota; Zálesie, RD (zemědělské družstvo); Zálesie, Domky (na znamení).

## Společnost
V obci je aktivní organizace Červeného kříže a Dobrovolného hasičského sboru. Ten organizuje i mládež, pro kterou pořádá hasičské soutěže. Na konci Terchovské ulice bylo vybudováno fotbalové hřiště a v roce 1952 bylo vráceno a zlikvidováno.

## Pamětihodnosti
V obci je jeden kostel a římskokatolická kaple svaté Trojice z roku 1939. Nad hlavním vchodem je trojúhelníkový zděný štít, v jehož nice je socha svatého Josefa. Na konci obce je přícestní kříž, který obyvatelé postavili v roce 1938 jako poděkování za to, že se nestali součástí horthyovského Maďarska. U dveří vchodu do obecního úřadu je osazen bronzový reliéf zakladatele obce Ignáce Gessaye (z roku 1994).

## Ulice
V Zálesí se nachází 31 ulic a to: Malinovská, Terchovská, Starobystrická, Záhumenná, Domky, Dunajská, Hornozelenická, Siladická, Lesná, Lipová, Obilná, Slnečná, Okružná, Topoľová, Ivanská, Pri kríži, Ku Gaštanu, Poľná, Tichá, Dlhá, Krátka, Stredná, Krížna, Ignáca Gešaja, Muškátová, Za záhradami, Družstevná, Veselá, Bazová, Jazerná a Turčianska.. Jsou zde dvě náměstí: Nové náměstí a Trojičné náměstí.